# Walckenaeria uenoi
Walckenaeria uenoi là một loài nhện trong họ Linyphiidae. Chúng được miêu tả năm 1992 bởi Kendo Saito & Irie.